# Sadek Batel
Sadek Batel (né le 12 mars 1922 à Miliana en Algérie et mort le 5 octobre 2013  à Alger) est un homme politique algérien, membre du FLN.

## Biographie
Militant du PPA puis du MTLD, il aura été capitaine de l'ALN dans la Wilaya IV durant la guerre d'Algérie.

### Fonctions
- 1962-1963, Député à l'assemblée constituante
- 1963-1964, Sous-secrétaire d'État à l'Orientation nationale, chargé de la Jeunesse et des Sports
- 1964-1965, Ministre de la Jeunesse et des Sports